# Ronheide

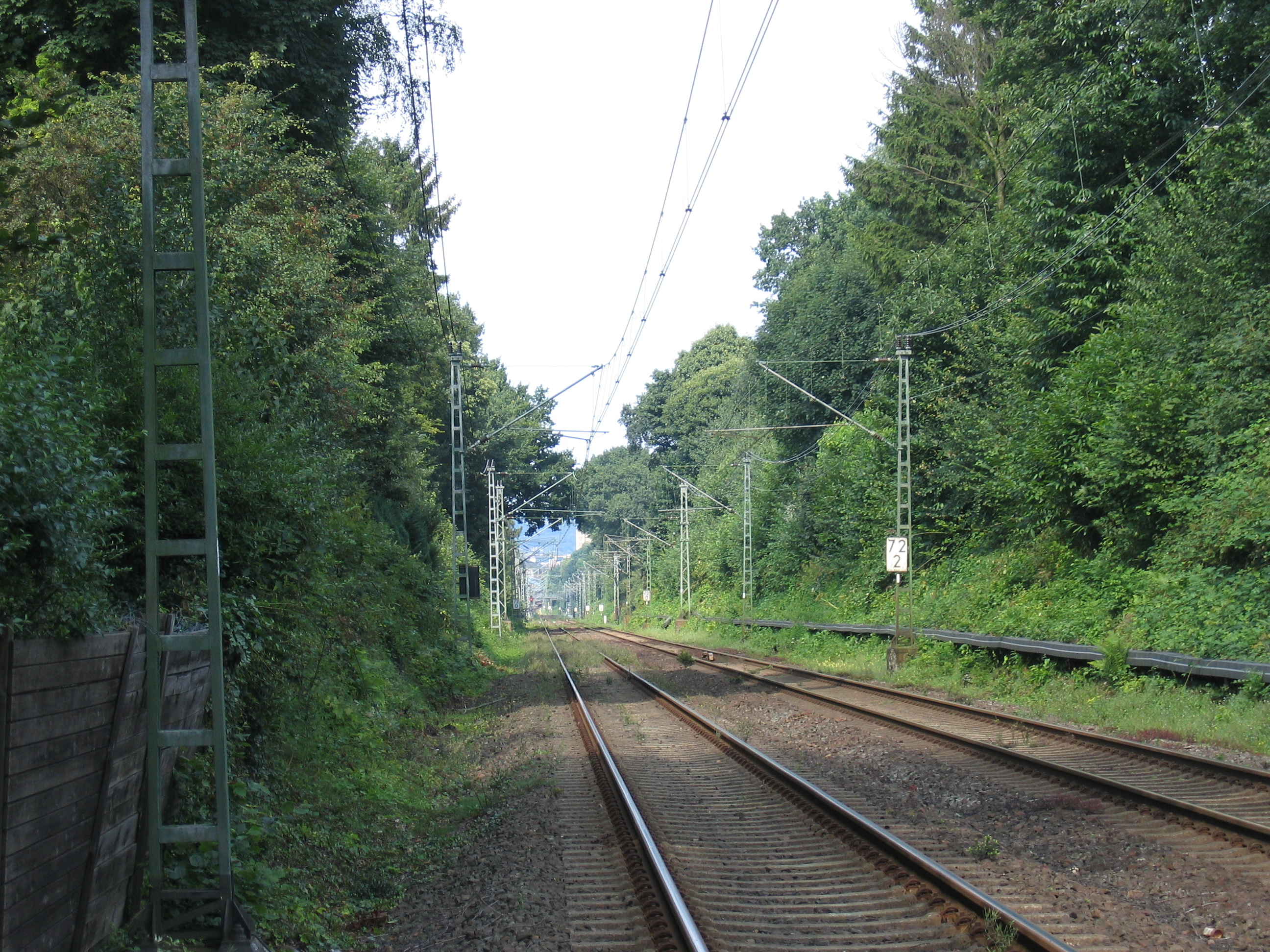
Het hellend vlak van Ronheide

Ronheide is een wijk in het stadsdeel Aachen-Mitte van de Duitse stad Aken, gelegen aan de noordrand van het Aachener Wald.
Ronheide is bekend vanwege het Hellend vlak van Ronheide (Ronheider Rampe). Deze voorziening was nodig om de internationale treinen tussen Aken en Luik het hoogteverschil tussen de stad Aken en het Aachener Wald te overbruggen. Het was een der eerste steile spoorwegtrajecten in Duitsland, reeds in 1843 in gebruik genomen. Over een afstand van ruim 2 km moest een hoogteverschil van 55 meter worden overwonnen, hetgeen aanvankelijk met een stationaire stoommachine gebeurde, die de treinen aan een kabel omhoog trok. In 1854 werd het kabelbedrijf vervangen door duwlokomotieven. Het station Ronheide (Aachen Süd) deed dienst voor personentreinen tot 1927. In 1966 werd de lijn geëlektrificeerd. Tot 1979 gingen nog regelmatig goederentreinen over dit traject, de meeste gingen echter westelijk hiervan, via Montzen, omhoog. Vanaf 2007 komen er nog regelmatig goederentreinen langs, echter uitsluitend bergafwaarts.